# Frohmuhl
Frohmuhl es una localidad y comuna francesa situada en el departamento de Bajo Rin, en la región de Alsacia. Tiene una población de 208 habitantes (según censo de 1999) y una densidad de 127 h/km².
- Datos: Q22892
- Multimedia: Frohmuhl (Bas-Rhin) / Q22892

1. ↑  Worldpostalcodes.org, código postal n.º 67290.
2. ↑  INSEE, Datos de población para el año 2012 de Frohmuhl (en francés).